# Jeremy Williams
Pour les articles homonymes, voir Williams.
Pas d'image ? Cliquez ici

a Compétitions nationales et continentales officielles uniquement.

b Matchs officiels uniquement.
Dernière mise à jour le 19 août 2025.
Jeremy Williams, né le 2 décembre 2000 à Wahroonga (en) (Australie), est un joueur international australien de rugby à XV évoluant principalement au poste de deuxième ligne, à la Western Force en Super Rugby.

## Biographie

### Jeunesse et formation
Jeremy Williams naît le 2 décembre 2000 à Wahroonga (en), dans la banlieue de Sydney, en Australie. Durant sa jeunesse, il est scolarisé au Scots College de Sydney, où il côtoie Will Harris (en) et Ben Donaldson.
Commençant la pratique du rugby à XV, son premier club est le Wahroonga Tigers Rugby Club. Il a pour idole le deuxième ligne international australien Nathan Sharpe.
Jouant également avec l'équipe du Scots College, il est retenu par la Australian Schoolboys rugby union team (en) (sélection scolaire australienne) avec qui il joue quatre matchs en 2018.
Après une année 2019 compliquée, où il fait une crise de mononucléose infectieuse et connaît également une opération à l'épaule, en 2020, il fait ses débuts seniors dans le Shute Shield avec le Eastern Suburbs RUFC, où il délivre de bonnes performances. À la suite de ces performances prometteuses, il est ensuite retenu par l'équipe d'Australie des moins de 20 ans ainsi que les Waratahs. Il n'effectue toutefois pas ses débuts avec ces deux dernières en raison de la pandémie de Covid-19.

### Début professionnels aux Waratahs et départ à la Western Force (2021-2023)
L'année suivante, Jeremy Williams fait ses débuts professionnels avec les Waratahs lors du Super Rugby AU. Pour sa première saison à ce niveau, il dispute onze matchs, dont quatre comme titulaire, et inscrit un essai.
En 2022, il participe une nouvelle fois au Super Rugby mais joue peu (cinq matchs, deux comme titulaire). Durant l'été, il participe à la Coupe des nations du Pacifique avec l'équipe d'Australie A (en) (équipe réserve nationale). Durant la compétition, il inscrit un essai contre les Fidji.
À partir de la saison 2023 de Super Rugby, il change de franchise et rejoint la Western Force. Le 25 février, il fait ses débuts avec la franchise de Perth lors d'une victoire 34 à 27 contre les Melbourne Rebels. Dès sa première saison, il s'impose comme un titulaire, disputant ses treize matchs dans ce rôle, et reçoit le Force Man Award récompensant ses bonnes performances,.

### Capitaine de la Western Force et international australien (depuis 2024)
Dès la saison suivante, Jeremy Williams est nommé capitaine de la Western Force à la place de Michael Wells (en),,. À l'issue de la saison, il est convoqué pour la première fois en équipe d'Australie à l'occasion des test matchs estivaux. Durant cette fenêtre internationale, il connaît sa première cape en étant titularisé au poste de deuxième ligne contre le pays de Galles,. Début août, il est ensuite convoqué pour le Rugby Championship puis prend part à la tournée d'automne en Europe, où il inscrit son premier essai en sélection durant la victoire 42 à 37 à Twickenham contre l'Angleterre,. Cette année-là, il participe à dix des treize test matchs des Wallabies,.
Après cette année où il se révèle et en amont de la saison 2025 de Super Rugby, il signe une prolongation de contrat jusqu'en 2027 avec la Fédération australienne et la Western Force. Après une nouvelle saison complète avec sa franchise, durant laquelle il est nommé dans l'équipe type du Super Rugby et disputant douze matchs comme titulaire pour un essai marqué,, il est de nouveau retenu en équipe d'Australie pour la série de test matchs contre les Lions britanniques et irlandais. Durant la série, il est présent sur les trois feuilles de match mais n'est titulaire qu'à une reprise. L'Australie perd la série avec deux défaites et un succès. Début août, il est convoqué pour le Rugby Championship 2025.

## Statistiques

### En équipe nationale
Au 19 août 2025, Jeremy Williams compte 15 capes en équipe d'Australie, dont 9 en tant que titulaire, depuis le 6 juillet 2024 contre le équipe du pays de Galles à Sydney. Il inscrit un essai, cinq points.

## Palmarès
- Récipiendaire du Force Man Award en 2023.
- Membre de l'équipe type du Super Rugby en 2025.